# لیندن (واشینگتن)
لیندن (به انگلیسی: Lynden) شهری در شهرستان واتکام واشینگتن (ایالت) است که در سرشماری سال ۲۰۱۰ میلادی، ۱۱۹۵۱ نفر جمعیت داشته است.